# Qissa-i Sanjan
El Qissa-i Sanjan (también transcrito Kisse-i Sanjan o Kisseh-i Sanjan, en grafía original persa: قصه سنجان, guyaratí: કિસે સનજાન/કિસ્સા-એ-સંજાણ), término persa para Historia de Sanjan,  es una crónica de los primeros años de la comunidad zoroástrica en el subcontinente indio.
Debido a la ausencia de alternativas, el texto es generalmente aceptado como narrativa (aunque literaturizada) de los acontecimientos que describe y muchos miembros de la comunidad parsi consideran el poema épico como una crónica de sus antepasados.
La crónica empieza en Jorasán y narra el viaje de los emigrantes a Guyarat, en la costa del oeste de la India. El primer capítulo, más largo que el resto, culmina con el establecimiento de un Templo del Fuego en Sanjan (Guyarat) y la dispersión de los descendientes de la primera oleada de emigrantes. En capítulos posteriores, el Qissa narra el éxito de esta comunidad al repeler una invasión islámica hasta que son finalmente vencidos por dichos invasores y se dispersan. El poema termina con un capítulo dedicado al transporte del "Fuego de Warharan" a Navsari.
En su conclusión, la historia está firmada por un sacerdote parsi llamado Bahman Kaikobad (o 'Bahman Kaikobad Hamjiar Sanjana'). La fecha de autoría es 969 YZ (fecha del calendario zoroástrico equivalente al 1599 dC), varios siglos después de los acontecimientos descritos. La crónica está en verso, según el estilo de la poesía persa.
El Kisseh-i Sanjan, según la transliteración de Abraham Anquetil-Duperron, pasó a conocimiento de los académicos europeos después de que Duperron publicara una traducción al francés en 1771. Aun así, no fue hasta principios del siglo XX que el poema atrajo la atención que recibe en la actualidad, especialmente entre el sacerdocio parsi.

## Polémicas y discusiones sobre el texto
Dada la ausencia de alternativas, la Historia de Sanjan es generalmente aceptada como narrativa de los primeros años del zoroastrismo en el subcontinente indio. Entre la comunidad parsi, la historia está considerada la crónica de sus antecesores.
A pesar de ello, la importancia de la historia no reside tanto en su descripción de los acontecimientos como en su valor como expresión de la visión que tienen los parsis de ellos y de otras culturas. El texto desempeña una función crucial conformando la identidad parsi. "Incluso si uno llega a la conclusión de que la historia transmitida verbalmente es una leyenda, todavía resulta un documento sin duda extremadamente informativo para la historiografía parsi."
La Historia de Sanjan, parece indicar que el zoroastrismo debía haber tenido algún contacto previo con Guyarat, apuntando a que hubieran llegado nómadas zoroástricos previamente. Si estos eran también buscadores de asilo es motivo de discusión pero se encuentran influencias iranias en India mucho antes de la llegada de los parsis de la narrativa. El texto afirma que los nómadas sabían por adelantado que Guyarat estaba gobernado por un monarca tolerante hacia otras creencias, lo que podía haberse sabido gracias al comercio con la región (la ciudad de Bushire - donde la crónica dice que los parsis residieron dicho 15 años - tuvo extensas relaciones comerciales con el este).
La cronología de la historia es la base de varias estimaciones diferentes del año de migración. A pesar de que la historia es precisa con respecto a algunos periodos, es imprecisa o contradictoria con otros. Consiguientemente (y conjuntamente con un documento no relacionado de 1826), tres fechas - 936, 785 y 716 - ha sido propuestas como el año de la llegada. El saqueo de Sanjan mencionado en el cuarto capítulo probablemente ocurrió en 1465 (probablemente por el Sultanato de Delhi), lo que implicaría que es 716 dC (750 años antes de la invasión final) o 936 CE (530 años antes de aquel acontecimiento). Ambos periodos (siete siglos y cinco siglos) son mencionados en el texto.
La cuestión de si Sanjan o Diu fue su primer asentamiento en India ha sido debatido con intensidad en el siglo XX cuándo se propuso una conmemoración de su llegada. Se construyó un monumento en Sanjan, hoy llamado Sanjan Stambh. A pesar de que la narrativa es incierta sobre el origen de los emigrantes, se puede interpretar del texto que llegaron desde Sanjan (Jorasán), cerca de la ciudad antigua de Merv (en el actual Turkmenistán). A pesar de que el texto declara que muchos de los emigrantes tomaron el nombre de  "sanjana", el texto es ambiguo sobre si lo hicieron antes de asentarse en Sanjan (trayendo el nombre con ellos) o en honor al nombre de la nueva población. Los nuevos habitantes fueron llamados simplemente jorasanis por los locales. Además, los apellidos no fueron comunes hasta mucho más tarde, como evidencia el hecho de que el autor del texto no use apellidos.
Los estudiosos de la historia parsi están divididos sobre como interpretar los requisitos que reciben para el asilo, en particular el último (que matrimonios sólo podrían ser realizados en los anocheceres, como en la tradición hindú). Incluso sin inferir un significado oculto, la cuestión de por qué un asunto tan menor era una condición clave para asilo suscita dudas. En general, «que [los parsis] vistieran sus concesiones culturales ante su entorno indio como condiciones impuestas por un príncipe hindú puede ser considerado una autojustificación de un grupo que sin esas concesiones - renunciando a unas pocas costumbres mientras mantienen estrictamente otras - difícilmente podrían haber sobrevivido como una minoría en la India».